# Miklós Kovács
Miklós Kovács (ur. 29 grudnia 1911 w Plugovie, zm. 7 lipca 1977 w Timișoarze) – rumuński piłkarz i trener, reprezentant Rumunii i Węgier, grający na pozycji napastnika.

## Kariera klubowa
Kovács zaczął grać w piłkę nożną w 1924 w młodzieżowej drużynie Chinezul Timișoara. W sezonie 1927/28 został włączony do pierwszej drużyny Chinezulu. Rok później przeniósł się do Banatulu, a stamtąd na krótko do Ripensii. W latach 1931–1935 grał jako napastnik w CAO Oradea. W 1935 rozegrał 4 spotkania dla Ripensii, okraszone mistrzostwem Rumunii i krajowym pucharem. 
Po tym sukcesie udał się do Francji, gdzie spędził pół roku w Valenciennes, zanim wrócił do CAO Oradea. Po sezonie 1937/38 przeszedł do Tricolor Ploeszti, który spadł do Divizia B w 1939 i zmienił nazwę na Petrolul Ploeszti w 1940. 
W tym samym roku Kovacs pomógł im również awansować. Następnie powrócił do CA Oradea od końca 1940 do 1943, który grał na Węgrzech jako Nagyváradi AC. Ostatnie dwa lata wojny, od 1943 do 1945 roku, spędził grając dla Gamma FC. Po wojnie przeniósł się do Ferar Kluż na dwa i pół roku, w którym zakończył karierę piłkarską.
| Sezon   | Klub               | Kraj    | Rozgrywki           | Mecze | Bramki |
| ------- | ------------------ | ------- | ------------------- | ----- | ------ |
| 1927/28 | Chinezul Timișoara | Rumunia | Mistrzostwa Rumunii |       |        |
| 1928/29 | Banatul Timișoara  | Rumunia | Mistrzostwa Rumunii |       |        |
| 1929/30 | Banatul Timișoara  | Rumunia | Elită Regională     |       |        |
| 1930/31 | Ripensia Timișoara | Rumunia |                     |       |        |
| 1931/32 | CAO Oradea         | Rumunia | Elită Regională     |       |        |
| 1932/33 | CAO Oradea         | Rumunia | Liga I              | 12    | 2      |
| 1933/34 | CAO Oradea         | Rumunia | Liga I              | 13    | 3      |
| 1934/35 | CAO Oradea         | Rumunia | Liga I              | 22    | 7      |
| 1935/36 | Ripensia Timișoara | Rumunia | Liga I              | 4     | 1      |
| 1935/36 | Valenciennes       | Francja | Premiére Division   | 10    | 0      |
| 1936/37 | CAO Oradea         | Rumunia | Liga I              | 21    | 10     |
| 1937/38 | CAO Oradea         | Rumunia | Liga I              | 18    | 4      |
| 1938/39 | Tricolor Ploeszti  | Rumunia | Liga I              | 21    | 8      |
| 1939/40 | Tricolor Ploeszti  | Rumunia | Liga II             |       |        |
| 1940/41 | Nagyváradi AC      | Węgry   | NB II               |       |        |
| 1941/42 | Nagyváradi AC      | Węgry   | NB I                | 16    | 3      |
| 1942/43 | Nagyváradi AC      | Węgry   | NB I                |       |        |
| 1943/44 | Gamma FC           | Węgry   | NB I                |       |        |
| 1944    | Gamma FC           | Węgry   | NB I                |       |        |
| 1945    | Gamma FC           | Węgry   |                     |       |        |
| 1945/46 | Ferar Kluż         | Rumunia |                     |       |        |
| 1946/47 | Ferar Kluż         | Rumunia | Liga I              |       |        |
| 1947/48 | Ferar Kluż         | Rumunia | Liga I              | 4     | 0      |

## Kariera reprezentacyjna

### Reprezentacja Rumunii
Karierę reprezentacyjną rozpoczął 15 września 1929 meczem przeciwko Bułgarii, który Rumunia wygrała 3:2. Kovács w swoim debiucie strzelił bramkę. W 1930 został powołany na Mistrzostwa Świata w Urugwaju. Na turnieju wystąpił w dwóch spotkaniach z Urugwajem i Peru. 
Pojechał też na Mistrzostwa Świata 1934, gdzie wystąpił w spotkaniu z reprezentacją Czechosłowacji. 
Po raz trzeci w karierze znalazł się w kadrze na Mistrzostwa Świata w 1938, które odbyły się we Francji. Na turnieju wystąpił w dwóch spotkaniach z Kubą. Mecz z Kubą był ostatnim dla Kovácsa w drużynie narodowej. W sumie w latach 1929–1938 zagrał w 37 spotkaniach reprezentacji Rumunii, w których strzelił 6 bramek.
| Mecze i gole w reprezentacji Rumunii | Mecze i gole w reprezentacji Rumunii | Mecze i gole w reprezentacji Rumunii | Mecze i gole w reprezentacji Rumunii | Mecze i gole w reprezentacji Rumunii | Mecze i gole w reprezentacji Rumunii | Mecze i gole w reprezentacji Rumunii |
| #                                    | Data                                 | Miasto                               | Przeciwnik                           | Gol                                  | Wynik                                | Rozgrywki                            |
| ------------------------------------ | ------------------------------------ | ------------------------------------ | ------------------------------------ | ------------------------------------ | ------------------------------------ | ------------------------------------ |
| 1.                                   | 15.09.1929                           | Sofia                                | Bułgaria                             | Gol                                  | 3:2                                  | towarzyski                           |
| 2.                                   | 06.10.1929                           | Bukareszt                            | Jugosławia                           |                                      | 2:1                                  | Balkan Cup                           |
| 3.                                   | 25.05.1930                           | Bukareszt                            | Grecja                               |                                      | 8:1                                  | Balkan Cup                           |
| 4.                                   | 14.07.1930                           | Montevideo                           | Peru                                 | Gol                                  | 3:1                                  | MŚ 1930                              |
| 5.                                   | 21.07.1930                           | Montevideo                           | Urugwaj                              |                                      | 0:4                                  | MŚ 1930                              |
| 6.                                   | 12.10.1930                           | Sofia                                | Bułgaria                             |                                      | 3:5                                  | Balkan Cup                           |
| 7.                                   | 28.06.1931                           | Zagrzeb                              | Jugosławia                           | Gol                                  | 4:2                                  | Balkan Cup                           |
| 8.                                   | 23.08.1931                           | Warszawa                             | Polska                               |                                      | 3:2                                  | towarzyski                           |
| 9.                                   | 26.08.1931                           | Kowno                                | Litwa                                |                                      | 4:2                                  | towarzyski                           |
| 10.                                  | 20.09.1931                           | Oradea                               | Czechosłowacja                       |                                      | 4:1                                  | Puchar Europy Środkowej              |
| 11.                                  | 04.10.1931                           | Budapeszt                            | Węgry                                |                                      | 0:4                                  | Puchar Europy Środkowej              |
| 12.                                  | 29.11.1931                           | Ateny                                | Grecja                               |                                      | 4:2                                  | Balkan Cup                           |
| 13.                                  | 08.05.1932                           | Bukareszt                            | Austria                              | Gol                                  | 4:1                                  | Puchar Europy Środkowej              |
| 14.                                  | 03.07.1932                           | Belgrad                              | Jugosławia                           | Gol                                  | 1:3                                  | Balkan Cup                           |
| 15.                                  | 02.10.1932                           | Bukareszt                            | Polska                               |                                      | 0:5                                  | towarzyski                           |
| 16.                                  | 16.10.1932                           | Linz                                 | Rumunia                              |                                      | 1:0                                  | Puchar Europy Środkowej              |
| 17.                                  | 11.06.1933                           | Bukareszt                            | Jugosławia                           |                                      | 5:0                                  | Balkan Cup                           |
| 18.                                  | 24.09.1933                           | Bukareszt                            | Węgry                                |                                      | 5:1                                  | towarzyski                           |
| 19.                                  | 25.03.1934                           | Pardubice                            | Czechosłowacja                       | Gol                                  | 2:2                                  | Puchar Europy Środkowej              |
| 20.                                  | 29.04.1934                           | Bukareszt                            | Jugosławia                           |                                      | 2:1                                  | El. MŚ 1934                          |
| 21.                                  | 27.05.1934                           | Triest                               | Czechosłowacja                       |                                      | 1:2                                  | MŚ 1934                              |
| 22.                                  | 14.10.1934                           | Lwów                                 | Polska                               |                                      | 3:3                                  | towarzyski                           |
| 23.                                  | 27.12.1934                           | Ateny                                | Grecja                               |                                      | 2:2                                  | Balkan Cup                           |
| 24.                                  | 30.12.1934                           | Ateny                                | Bułgaria                             |                                      | 3:2                                  | Balkan Cup                           |
| 25.                                  | 01.01.1935                           | Ateny                                | Jugosławia                           |                                      | 0:4                                  | Balkan Cup                           |
| 26.                                  | 17.06.1935                           | Sofia                                | Jugosławia                           |                                      | 0:2                                  | Balkan Cup                           |
| 27.                                  | 19.06.1935                           | Sofia                                | Bułgaria                             |                                      | 0:4                                  | Balkan Cup                           |
| 28.                                  | 24.06.1935                           | Sofia                                | Grecja                               |                                      | 2:2                                  | Balkan Cup                           |
| 29.                                  | 18.04.1937                           | Bukareszt                            | Czechosłowacja                       |                                      | 1:1                                  | Puchar Sąsiadów                      |
| 30.                                  | 10.06.1937                           | Bukareszt                            | Belgia                               |                                      | 2:1                                  | towarzyski                           |
| 31.                                  | 27.06.1937                           | Bukareszt                            | Szwecja                              |                                      | 2:2                                  | towarzyski                           |
| 32.                                  | 04.07.1937                           | Łódź                                 | Polska                               |                                      | 4:2                                  | towarzyski                           |
| 33.                                  | 08.07.1937                           | Kowno                                | Litwa                                |                                      | 2:0                                  | towarzyski                           |
| 34.                                  | 12.07.1937                           | Ryga                                 | Łotwa                                |                                      | 0:0                                  | towarzyski                           |
| 35.                                  | 14.07.1937                           | Tallinn                              | Estonia                              |                                      | 1:2                                  | towarzyski                           |
| 36.                                  | 08.05.1938                           | Bukareszt                            | Jugosławia                           |                                      | 0:1                                  | Puchar Sąsiadów                      |
| 37.                                  | 05.06.1938                           | Tuluza                               | Kuba                                 |                                      | 3:3                                  | MŚ 1938                              |

### Reprezentacja Węgier
Kovács rozegrał jedno spotkanie w reprezentacji Węgier. Miało ono miejsce 16 listopada 1941. 
Przeciwnikiem była Szwajcaria, a mecz zakończył się zwycięstwem Madziarów 2:1. Kovács strzelił w tym spotkaniu bramkę. 
| Mecze i gole w reprezentacji Węgier | Mecze i gole w reprezentacji Węgier | Mecze i gole w reprezentacji Węgier | Mecze i gole w reprezentacji Węgier | Mecze i gole w reprezentacji Węgier | Mecze i gole w reprezentacji Węgier | Mecze i gole w reprezentacji Węgier |
| #                                   | Data                                | Miasto                              | Przeciwnik                          | Gol                                 | Wynik                               | Rozgrywki                           |
| ----------------------------------- | ----------------------------------- | ----------------------------------- | ----------------------------------- | ----------------------------------- | ----------------------------------- | ----------------------------------- |
| 1.                                  | 16.11.1941                          | Zurych                              | Szwajcaria                          | Gol                                 | 2:1                                 | towarzyski                          |

## Kariera trenerska
Kovács pracował jako trener w Universitatea Kluż i Ferar Kluż w latach 1946-1948. Od 1948 roku był menadżerem ICO Oradea, z którym szybko zdobył mistrzostwo Rumunii w 1949. 
Pracował także z takimi zespołami jak Politehnica Timișoara (1950–1953), CSM Mediaș (1953–1954), Minerul Petroszany (1954) i Minerul Nădrag (1957–1963).

## Sukcesy

### Zawodnik
Ripensia Timișoara
- Liga I (1): 1935/36
- Puchar Rumunii (1): 1935/36

### Trener
CA Oradea
- Liga I (1): 1948/49

Politehnica Timișoara
- Liga II (1): 1952

## Życie prywatne
Miklos był starszym bratem Ștefana Kovácsa, słynnego trenera, który poprowadził AFC Ajax do dwóch Pucharów Europy w 1972 i 1973. 